# Birmingham Railway Carriage and Wagon Company

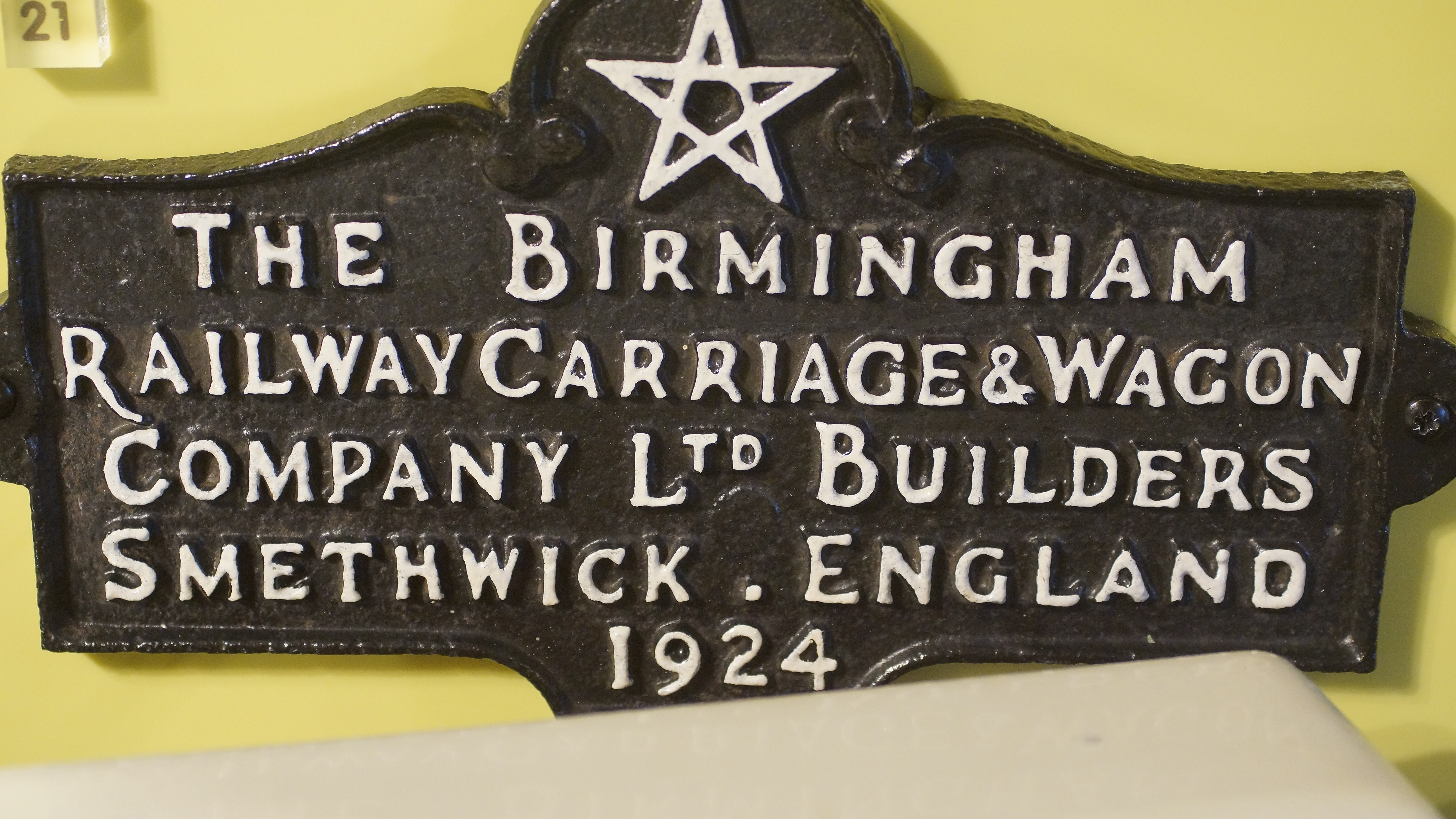
BRC&W Fabrikschild im Thinktank, Birmingham Science Museum

Die Birmingham Railway Carriage and Wagon Company (BRC&W) war ein Eisenbahnwaggon- und Güterwagenhersteller, welcher in Birmingham / England gegründet wurde. Die meiste Zeit war der Firmenstandort im angrenzenden Smethwick und die Fabrik lag auf der Grenze beider Städte. Als Gründungsjahr gilt 1854.

## Produktion

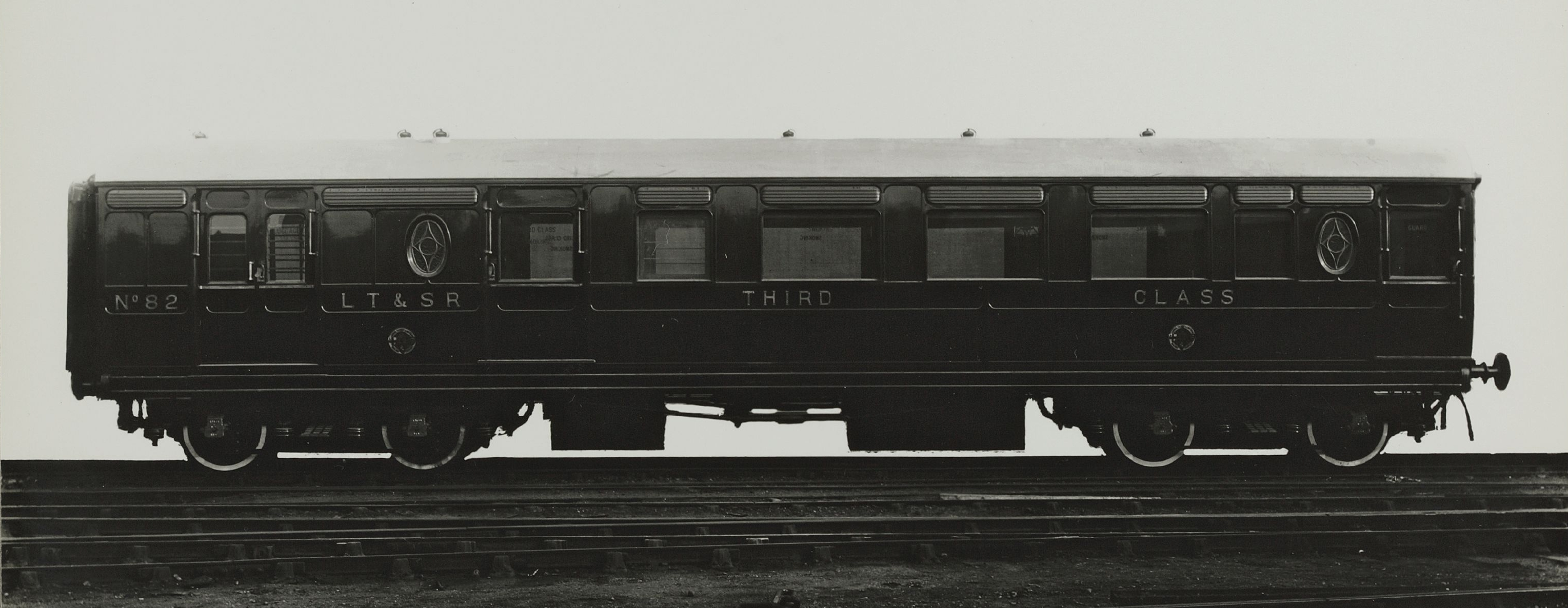
1911 gebauter Reisezugwagen des Ealing Stock der LT&SR

Ein um 1920 für die französische Südbahn gebauter Güterwagen der Bauart Hfr

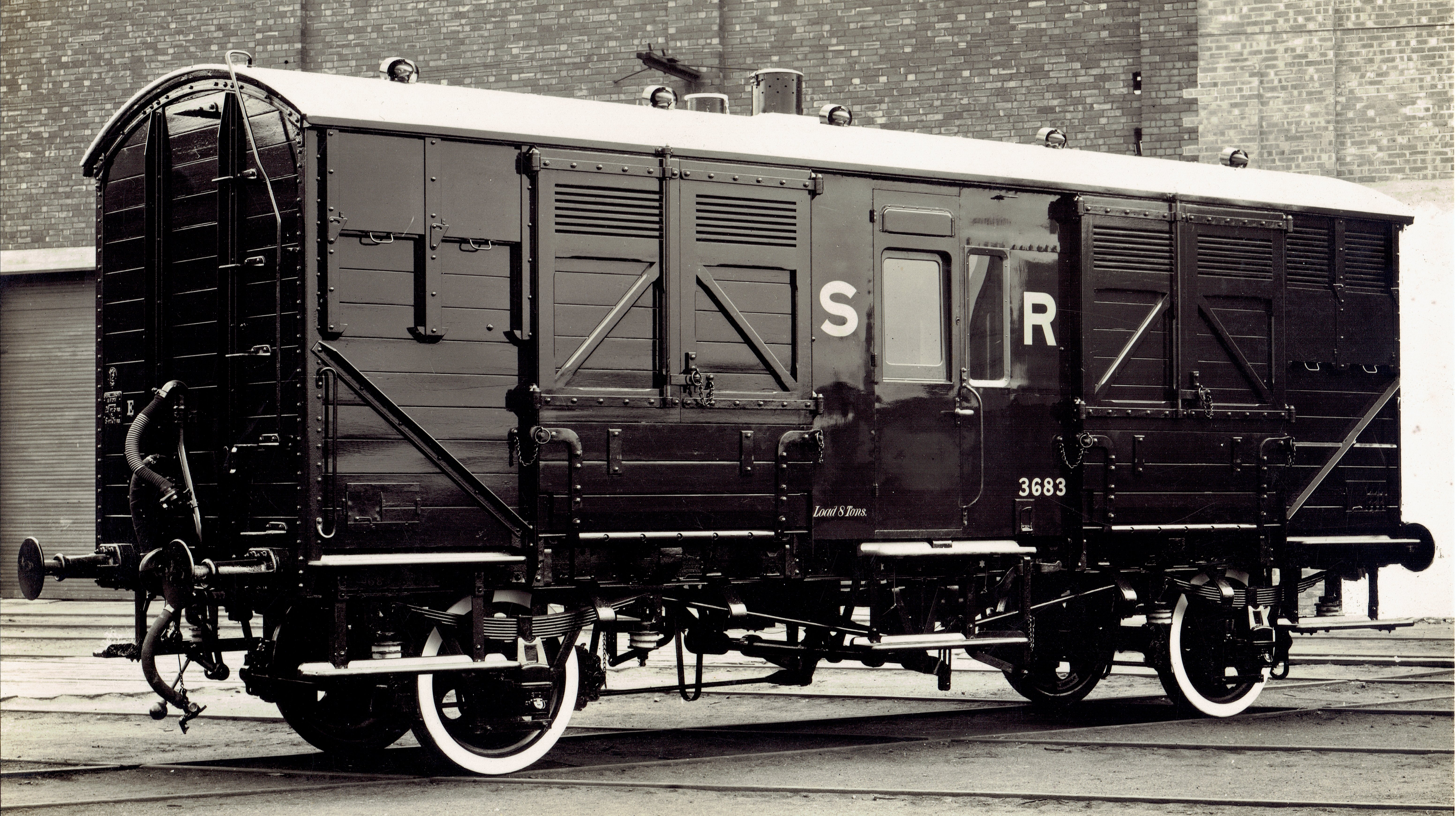
Ein 1930 für die Southern Railway gebauter Viehwagen der Bauart SCV

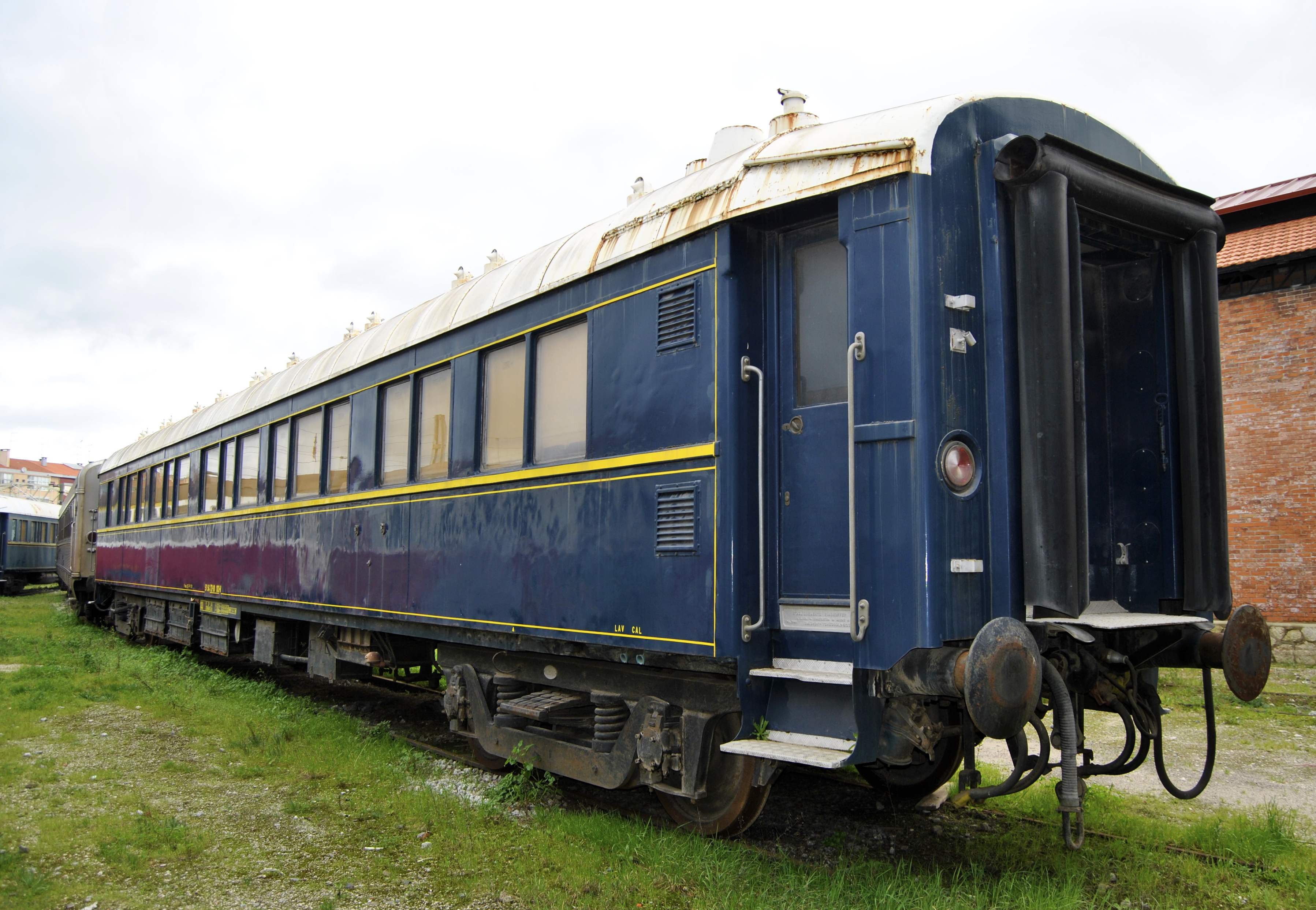
Ein erhaltener 1929 für die CIWL gebauter Wagen vom Typ S

BRC&W wurde als Hersteller für Eisenbahnwagen und Güterwagen gegründet, doch es wurden auch Flugzeuge, Luftlande-Gleiter und bis hin zu Omnibussen, Oberleitungsbusse und Panzer gebaut.
Allgemein ist das Unternehmen für die Produktion im Eisenbahnsegment in Erinnerung geblieben, da viele der gefertigten Eisenbahnfahrzeuge in die Neue Welt und innerhalb Europas exportiert wurden. Es wurden vor der Verstaatlichung Schlafwagen und Waggons an alle vier großen, privaten Eisenbahngesellschaften (LMS, SR, LNER und GWR) und dann an die British Rail geliefert. Weiterhin erhielten Eisenbahnunternehmen in Ägypten, Bolivien, British Malaya, Frankreich, Indien, im Irak, Palästina, Südafrika und Nigeria Fahrzeuge entsprechend der jeweiligen Anforderungen. Auch die Compagnie Internationale des Wagons-Lits ließ Salon- und Schlafwagen bei der BRC&W bauen.
Im Jahr 1910 wurde sogar ein Salonwagen für den argentinischen Präsidenten gefertigt, der noch heute existiert und den auch Eva Perón nutzte. Für die Ägyptischen Staatsbahnen und die Entre Ríos Railway in Argentinien wurde um 1930  Dampftriebwagen hergestellt. Vor dem Zweiten Weltkrieg lieferte die Firma auch diesel- und benzinbetriebene Eisenbahnfahrzeuge für Kunden in Übersee, sowie Rahmen für die Busse der Midland Red. Danach wurden für die British Railways Lokomotiven der BR-Klasse 26 (Diesel), BR-Klasse 33 (Diesel) und BR-Klasse 81 (Elektro) gefertigt. Von diesen Typen existieren noch heute Museumsstücke.

### Kriegsfertigung
Während des Zweiten Burenkriegs wurden Lazarettzüge gefertigt.
Im Ersten Weltkrieg wurden für die Royal Air Force Bomber vom Typ Handley Page Type O und noch Airco DH. 10 Amiens gefertigt.
Mit Beginn des Zweiten Weltkrieges begann die Fertigung von Segelgleitern des Typ Hamilcar, welche bis 1945 weitergeführt wurde. Das Unternehmen wurde Teil der neue entstehenden Panzerindustrie. Bekannte Panzermodelle wie der Cruiser Tank Mk II (A10), Cruiser Tank Cromwell, Cruiser Tank Challenger und die Infantry Tanks Valentine und Churchill. Zusammen mit Rolls-Royce und Rover mit deren Meteor-Motoren arbeitete man an dem Entwurf und begann die Fertigung der Cromwell-Panzer.

## Ende der Produktionstätigkeit
Bis zum Jahr 1963 fertigte das Unternehmen in großer Zahl Lokomotiven, Dieseltriebwagen und U-Bahnen, doch dann war abzusehen, dass mit dem Beginn des Individualverkehrs der Bedarf an rollendem Material bei den Eisenbahnen zurückgehen würde. Das Unternehmen wurde umstrukturiert und begann im Bereich der industriellen Immobilien und Industriefinanzierung zu agieren. Ein letztes eigenfinanziertes Lokomotivenprojekt mit dem Prototyp LION wurde zu einem Rückschlag. Man war mit der Lok, die über einen Sulzer-2-Dieselmotor mit 2750 PS (2050 kW) verfügte, gegen den Prototyp FALCON, mit einem 1400 PS (1000 kW) Zwillingsmotor von Maybach, der Firma Brush aus Loughborough angetreten. Nach dem Abschluss der Erprobung entschied sich die British Railways für den Entwurf von BRCW, doch beauftragte mit der Fertigung Brush Traction. Das Modell wurde als BR-Klasse 47 bekannt.